# Dragon Ball Z Special: Die Geschichte von Trunks – Das Trunks Special
Dragon Ball Z Special: Die Geschichte von Trunks ist das zweite und letzte „Special“ zur Animeserie Dragon Ball Z, die auf der Manga-Serie Dragon Ball des Mangaka Akira Toriyama basiert. Es wurde am 24. Februar 1993 im japanischen Fernsehen ausgestrahlt. In Deutschland erschien er 2003 auf DVD. Carlsen Comics brachte im selben Jahr die dazugehörigen Anime-Comics heraus (Ausgaben 45 – 48).

## Handlung
In der Zukunft ist Son-Goku an einem Herzvirus gestorben. Ein halbes Jahr später tauchen 9 km südwestlich der südlichen Hauptstadt zwei Cyborgs namens C17 und C18 auf. Diese wurden von Dr. Gero, einem verrückten und inzwischen verstorbenen Wissenschaftler, erschaffen, um die Weltherrschaft zu erlangen. Das Ziel der Cyborgs ist es, alle Menschen auf der Erde zu vernichten. Die Z-Kämpfer sterben einer nach dem anderen: Zuerst Piccolo, dann Vegeta, Yamchu, Tenshinhan und schließlich auch Kuririn.
Nach 13 Jahren sind Trunks und Son-Gohan die einzigen Kämpfer auf der Erde. C17 und C18 zerstören eine Stadt nach der anderen. Als Trunks eine Stadt retten will, kommt er zu spät. Bald darauf stellen er und Son-Gohan sich den Cyborgs und überleben den Kampf nur schwer verletzt. Son-Gohan verliert dabei einen Arm. Auch nach ihrer Genesung und weiterem Training greifen C17 und C18 die nächste Stadt an. Son-Gohan stirbt ebenfalls im Kampf und Trunks, der von Son-Gohan bewusstlos geschlagen worden war, ist nun der Einzige, der die Menschheit retten kann.
Weitere drei Jahre sind vergangen und Trunks’ Mutter, Bulma, hat eine Zeitmaschine gebaut, damit er in die Vergangenheit reisen kann. Dort soll er Son-Goku ein Medikament gegen das Herzvirus geben, damit dieser überlebt und die Cyborgs besiegen kann. Doch zuvor kommt es zu einem weiteren Kampf gegen die Cyborgs, den Trunks nur knapp überlebt. Daraufhin reist er in die Vergangenheit.
An dieser Stelle setzt die Serie ein.

## Synchronisation
Die deutsche Synchronisation wurde vom Synchronstudio der Berliner MME Studios umgesetzt.
| Rolle        | Japanischer Sprecher (Seiyū) | Deutscher Sprecher       |
| ------------ | ---------------------------- | ------------------------ |
| Son-Gohan    | Masako Nozawa                | Robin Kahnmeyer          |
| Bulma Briefs | Hiromi Tsuru                 | Claudia Urbschat-Mingues |
| Muten Roshi  | Kōhei Miyauchi               | Karl Schulz              |
| Oolong       | Naoki Tatsuta                | Bernhard Völger          |
| Trunks       | Takeshi Kusao                | Sebastian Schulz         |
| Erzähler     | Yanami Jouji                 | Roland Hemmo             |
| C-17         | Nakahara Shigeru             | Marius Clarén            |
| C-18         | Ituo Miki                    | Diana Borgwardt          |